# George Russell Clerk

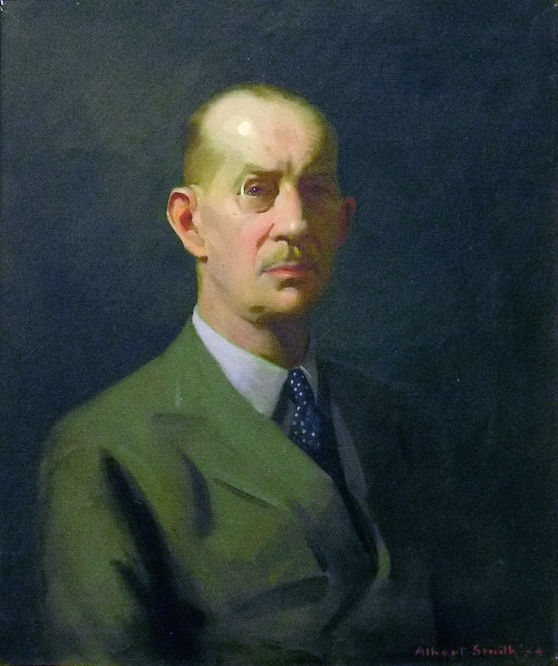
Sir George Russell Clerk (Albert Smith, 1934)

Sir George Russell Clerk GCMG CB PC (* 29. November 1874; † 18. Juni 1951) war ein britischer Diplomat, Botschafter.

## Leben
Clerk wurde am 29. November 1874 in Britisch-Indien geboren und war der einzige Sohn von General Sir Geoffrey Clerk (1835–1908), welcher Groom-in-Waiting von König Eduard VII. war und der Britische Ostindien-Kompanie als kolonialer Kommandant der Rifle Brigade diente. Er wurde nach seinem Großvater Sir George Russell Clerk GCSI benannt, Knight Grand Commander des Ordens „Order of the Star of India“.
Clerk besuchte das Eton College und studierte anschließend am New College in Oxford. Hier erhielt er 1897 eine dritte Klasse in literae humaniores, bevor er sich einem Fremdsprachenstudium im Ausland widmete und im Dezember 1898 die Aufnahmeprüfung des Auswärtigen Amtes bestand.
George Russell Clerk trat 1899 in den Auswärtigen Dienst und wurde am 21. März 1901 zum Botschaftssekretär dritter Klasse befördert. 1903 wurde er auf eigenen Wunsch nach Abessinien versetzt, wo er Amharisch lernte, jedoch aus gesundheitlichen Gründen wieder abberufen wurde. Während seines Aufenthalts setzte Clerk sich für die Eindämmung des ausschreitenden Sklavenhandels ein, insbesondere an den Grenzen des Sudans und Uganda, wo er den Spitznamen „der Büffel“ erhielt. Februar 1907 stieg er zum zweiten Sekretär auf und wurde im Mai als Hilfssekretär eingesetzt. Von Mai bis Oktober 1907 diente er erneut dem Auswärtigen Amt und erhielt im letzten Monat die Beförderung zum ersten Sekretär.
Am 16. Juni 1908 heiratet er Muriel Whitwell, auch bekannt als Janet Muriel Whitwell, eine erprobte Künstlerin und Tochter von Edward Robson Whitwell aus Yarm-on-Tees, Yorkshire, aus dessen angespannte Ehe keine Kinder hervorgingen.
Gegen Ende 1910 ließ er sich an die Botschaft in Konstantinopel versetzen, wo er nebenbei in seiner Freizeit Türkisch lernte. Im Februar 1912 kehrte er zum Auswärtigen Amt zurück und war 1914 zu Beginn des Ersten Weltkrieges Leiter der neuen Kriegsabteilung, eine regionale Abteilung der Vorkriegszeit für Europa. Im Dezember 1916 erhielt er eine Beförderung zum Berater und pflegte eine enge Zusammenarbeit mit dem Sekretär des Kriegskabinetts Maurice Hankey. Ein Monat später nahm er an der Konferenz in Rom zur Planung allgemeiner Feldzugstrategien der Alliierten teil.
Von Januar bis September 1919 arbeitete er als Privatsekretär des Ministers Lord Curzon und war zudem Unterstaatssekretär von einigen hochrangigen Beamten auf der Pariser Friedenskonferenz. Ab August befand er sich bereits in Paris, um nebenbei als Sekretär des Außenministers Sir Arthur Balfour tätig zu sein. Anschließend wurde er zur Friedenskonferenz nach Bukarest und Budapest im Zuge einer Sondermission entsendet, um zur Evakuierung und Sicherstellung der rumänischen Armee aus Ungarn beizutragen. Hier war Clerk im Dezember 1919 Zeuge des Abzugs der Armee sowie des Einmarschs der „weißen Streitkräfte“ unter Admiral Horthy. Der Einsatz der Streitkräfte wurde mit der Notwendigkeit begründet, nur auf diesen Weg die Ordnung im Land wieder herstellen zu können. Zu dieser Zeit vertrat Clerk die „unterdrückten Nationalitäten“ Österreich-Ungarns sowie die liberalen Idealen, welche u. a. aus der damaligen „The New Europe“ hervorgingen. Diesen Idealismus nutzte er ebenfalls in seinem folgenden Prag-Aufenthalt.
Ende 1919 bis 1926 wurde er als britischer Gesandter des Außenministeriums nach Prag versetzt. Clerk sympathisierte mit den Tschechoslowaken und trug zur Schaffung einer diplomatischen Atmosphäre zwischen den Ländern bei. Sein Bestreben lag darin, die Tschechoslowakei zum Zentrum des britischen Einflusses in Europa zu machen. Dieses Vorhaben erwies sich jedoch als wenig erfolgreich aufgrund des Aufenthaltswechsels von Lord Curzon von Prag nach Budapest. Grundsätzlich verbesserte er die angespannte diplomatische Beziehung der beiden Länder. Die Annäherung einer britisch-türkischen Beziehung wurde allerdings durch den Ersten Weltkrieg beschädigt, durch die Unterstützung Großbritanniens der Invasion Griechenlands 1919 sowie einem anhaltenden Misstrauen seitens der Briten gegenüber dem türkischen Führer Kemal Atatürk.
1933 arbeitet Clerk in der Botschaft in Brüssel, wurde 1934 aber überraschend als Botschafternachfolger von Lord Tyrrell nach Paris geschickt, da dieser aus gesundheitlichen Gründen in den Ruhestand ging. In diesem unruhigen Jahr herrschten gemischte Ansichten über Clerks Ernennung. So beschrieb Lord Vansittart ihn als einer dieser Männer, die nie ganz ankommen würden, Sir Archibald Sinclair hingegen als einen Mann, welcher reif für ein mächtiges Unternehmen sei.
Zusammen mit Horace Rumbold und Eric Phipps warnte er vor der deutschen Bedrohung während der Vorkriegszeit des Zweiten Weltkriegs und berichtete im August 1936 Yvon Delbos von dem gefahrvollen französischen Intervenieren im spanischen Bürgerkrieg. Im April 1937 zog er sich aus dem diplomatischen Dienst zurück und wurde ein aktives Mitglied der Royal Geographical Society. Hier fungierte er von 1941 bis 1945 als Präsident.
Clerk starb am 16. Juni 1951 in 29 Cleveland Gardens, Paddington, London. Ein Trauergottesdienst wurde in Golders Green sowie ein Gedenkgottesdienst in der St. Margaret’s, Westminster, London, abgehalten.

## Auszeichnungen und Mitgliedschaften
Clerk wurde 1908 als Companion des Order of St. Michael and St. George (CMG) und 1915 als Companion des Order of the Bath (CB) ausgezeichnet. 1917 wurde er als Knight Commander des Order of St. Michael and St. George (KCMG) geadelt. 1926 wurde er ins Privy Council (PC) aufgenommen und 1929 zum Knight Grand Cross des Order of St. Michael and St. George (GCMG) erhoben.
Er wurde im Laufe seiner Karriere auch mit dem Großkreuz der französischen Ehrenlegion, als Ritter des russischen Sankt-Stanislaus-Ordens, als Komtur des italienischen Ordens der Heiligen Mauritius und Lazarus und mit dem Großkreuz des tschechoslowakischen Ordens des Weißen Löwens ausgezeichnet.
Auch in seiner Freizeit gehörte er gesellschaftlichen Zusammenschlüssen an wie dem Athenaeum, Turf und Beefsteak Club.

## Meinungen
Dem Bericht eines Freundes von George Russell Clerk im Geographical Journal (1951) anlässlich seines Todes lässt sich entnehmen, dass Clerk unter seinen Kollegen als ein fähiger und hoch qualifizierter Botschafter angesehen wurde. Er pflege ausschließlich ehrliche Freundschaften und verfüge neben dem schelmischen Humor eines kleinen Jungen über Höflichkeit, Charme und gerechtfertigten Stolz. Aufgrund dieser Eigenschaften sowie seines schnellen durchdringenden Urteils über menschliche Charaktere sei es ihm u. a. gelungen, die anglo-türkische Freundschaft anzukurbeln. George habe sich einen Namen gemacht; mit einem hungrigen Herzen auf der Suche nach neuen Abenteuern und Wissen. Auf seinen weltweiten Reisen habe er die verschiedensten Kulturen kennengelernt und sich ein großes Wissensrepertoire angeeignet. Selbst mit seinen 76 Jahren blieb Clerk als großer, schmächtiger, aufrechter, geistreicher, fröhlicher Mann, begeisterter Kartenspieler, Buchliebhaber und sachkundiger Sportler in Erinnerung, der stets „mit seiner großen Zigarre und Ismet Inönü spazieren“ ging.
Laut Clerks Vorgesetzten Harold Nicolson war dieser resistent gegenüber Störungen. Er würde das Schafott mit der gleichen Gelassenheit besteigen, wie er die Stufen des Turf Clubs bestieg; seine Gamaschen und sein Monokel würden dabei in der Sommerluft glänzen.